# Tranebergsstugan

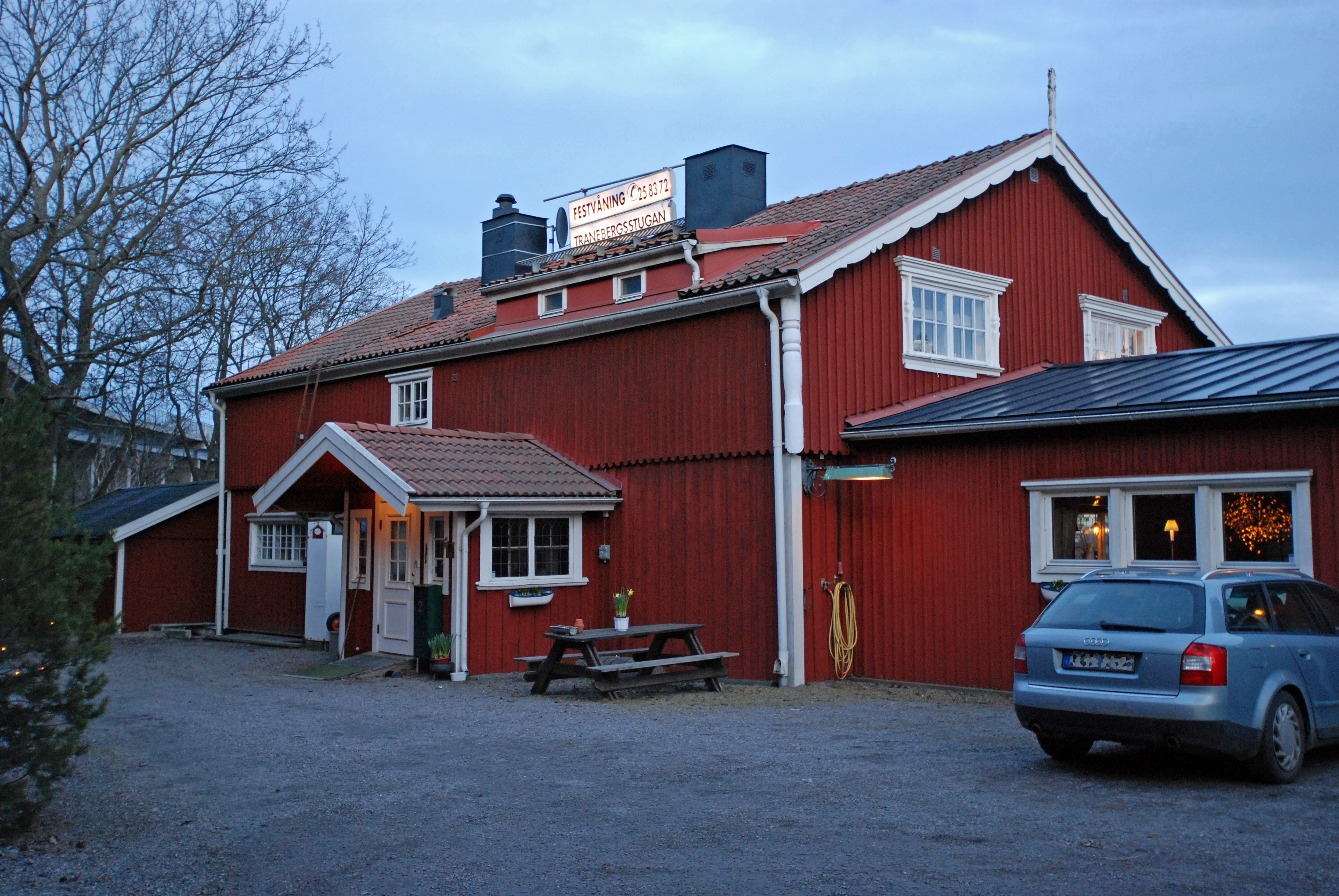
Tranebergsstugan mars 2016.

Tranebergsstugan är en festvåning i Traneberg, västra Stockholm, som i samband med de Olympiska sommarspelen 1912 byggdes som en restaurang, café och festvåning. Huset är idag[sedan när?] Q-märkt, vilket innebär att det inte får rivas. 